# ناروتو شيبودن: عاصفة النينجا النهائي 3
ناروتو شيبودن: عاصفة النينجا النهائي 3 (بالإنجليزية: Naruto Shippuden: Ultimate Ninja Storm 3)‏ أو في اليابان ناروتو شيبودن: عاصفة ناروتيميت 3 (NARUTO-ナルト- 疾風伝 ナルティメットストーム3 ناروتو شيبُّودِن: ناروتيمتُّو ستومو 3) هي الإصدار التاسع من سلسلة النينجا النهائي والإصدار الرابع من سلسلة عاصفة النينجا الفرعية، وهي لعبة قتال طورتها شركة سيبر كونيكت 2. اللعبة مستندة إلى سلسلة الأنمي والمانغا ناروتو للمؤلف ماساشي كيشيموتو. أُصدرت اللعبة لمنصتي بلاي ستيشن 3 و‌إكس بوكس 360 عن طريق شركة نامكو بانداي غيمز في 5 مارس 2013 لأمريكا الشمالية و8 مارس من نفس العام لأوروبا، وأُصدرت لاحقًا في 18 أبريل في اليابان.
تركز القصة على الصراع بين النينجا من كل القرى والمنظمة الإجرامية المعروفة باسم الأكاتسكي وبداية الحرب بين الطرفين. يحتفظ نظام لعبها بعناصر من لعبة العاصفة 2 (مثل الأحداث الوقتية السريعة وأُضيف له سيناريوهات تقطيع وذبح وخيارات لزيادة صعوبة المعركة. أُعيد إصدار نسخة بعنوان ناروتو شيبودن: عاصفة النينجا النهائي 3 الانفجار الكامل في 22 أكتوبر 2013 في أمريكا الشمالية، و24 أكتوبر من نفس العام في اليابان. تأخرت النسخة الأوروبية 3 أشهر لتصدر في 31 يناير 2014.
تلقت اللعبة تقييمات جيدة وحققت مبيعات جيدة، متخطية بذلك سابقاتها من السلسلة. مدح النقاد عودة قتال الزعماء من لعبة العاصفة 2 وآليات القرار النهائي والرسوميات المحسنة وكذلك التحكم المحسن. كان استقبال تطور نمط القصة - بناءً على عدد المشاهد - متباينًا. اِنتُقد أيضًا نقص العمق في آليات القتال وقلة استخدام التقطيع والذبح. أُصدرت لعبة لاحقة بعنوان ناروتو شيبودن: عاصفة النينجا النهائي 4 في 2016. في 2017، أعادت سيبر كونيكت 2 إصدار اللعبة مع لعبتي العاصفة الأولتين وأطلقت على الإصدار الثلاثية. أُصدرت اللعبة أيضًا على الإنترنت ذلك العام.

## الحبكة
تبدأ اللعبة بهجوم ثعلب الذيول التسعة على قرية الورق في حين يحاول قائدها السابق - الشهاب الثالث هيروزين ساروتوبي - إيقافه. القائد الحالي لقرية الورق - الشهاب الرابع ميناتو ناميكازي - يواجه العقل المدبر لهذا الهجوم الرجل المقنع توبي. تنتقل القصة إلى وقت لاحق بعد قصة عاصفة النينجا النهائي 2؛ يواجه القادة الخمسة لقرى النينجا ساسوكي أوتشيها، الذي يهدف لقتل مرشح منصب شهاب الورق دانزو شيمورا. ينقذ الرجل المقنع - الذي يعرف نفسه على أنه مادارا أوتشيها - ويعلن حربًا عظمى ضد قوات النينجا. في الفصل اللاحق، يحاول زملاء ساسوكي السابقين من قرية الورق قتل ساسوكي حتى يقنعه ناروتو أوزوماكي بخوض مباراة حتى الموت. يتدرب ناروتو لتملُّك قوة الثعلب بمساعدة كيلر بي وروح أمه كوشينا أوزوماكي. تندلع حرب النينجا العظمى، إذ يواجه النينجا جيش مادارا المكون من آلاف النسخ من زيتسو ومحاربي كابوتو ياكوشي المُعبثين من الموت. عندما يذهب ناروتو وكيلر بي إلى الحرب، يعيد كابوتو إحياء مادارا أوتشيها الأصلي ليكشف أن «مادارا الآخر» مجرد منتحل. بينما يجعل الكاغي الخمسة مادارا يتراجع، يهزم ناروتو قوات مادارا المزيف.
بعد نهاية نمط القصة، يُكشف النقاب عن قصة جانبية وهي انضمام ساسوكي للحرب. وينقلب على حليفه مادارا بعد لقائه واتحاده مع شقيقه المُبعث إيتاتشي، لهزيمة كابوتو وإعادة قواته إلى الموت.

## نظام اللعب
تمتلك اللعبة 80 شخصية لاعبة من ضمنها شخصيات الجينشوريكي ووحوشهم ذوي الذيول و7 شخصيات مساندة (81 شخصية لاعبة و7 شخصيات مساندة في الانفجار الكامل). تعدل نظام القتال، بنمط الصحوة، مانحًا كل الشخصيات قدرات محسنة عند انخفاض صحتها وتستخدمه شخصيات معينة أثناء القتال. أُعيد ترتيب نظام العناصر، حتى يستطيع اللاعب اختيار الصحة والعناصر الهجومية. بتقدم اللعبة، يمكن للاعب تخزين العناصر حتى يتمكن من استخدامها في القتال.
كالألعاب السابقة، يمكن للاعب اختيار شخصيتين لمساعدة شخصية اللاعب في المعركة. يمكن للشخصيات المساندة مساعدة الشخصية اللاعبة بثلاثة عشر مجموعة. في نظام هجوم الفريق، يمكن للاعب دعم الشخصيات بالشحن والهجوم. يمتلك المساندان شريطين للصحة، ويخسران صحة عند تلقيهما للضربات وسيصبحان غير قابلين للاستخدام عند استنفاد شريط الصحة. إن كان اللاعب يمتلك شخصية مساندة واحدة، فإنها ستمتلك 10 نقاط صحة؛ أما إن كان يمتلك شخصيتين مساندتين، فكل منهما ستمتلك 5 نقاط صحة. توجد العديد من الحلبات التفاعلية، مما يجعل اللاعب يخسر القتال إن غادر الحلبة.
نمط القصة مشابه أكثر للعبة ناروتو شيبودن: عاصفة النينجا النهائي 2 من اللعبة السابقة ناروتو شيبودن: أجيال عاصفة النينجا النهائي؛ وتتميز معارك الزعماء، وتتضمن الأحداث الوقتية السريعة التي تتطلب الاستراتيجية لهزيمة الخصم. نمط القرار النهائي به خيار تغيير صعوبات المعركة، بنقاط أعلى للصعوبات الأكبر.
تحتوي اللعبة على معارك غوغائية، والتي بها يتحكم اللاعب بشخصية لا بد أن تتقاتل مع مجموعة من الأعداء. في هذا النمط، الأزرار من المعارك العادية موجودة وبعد هزيمة عدو يمكن للاعب الانتقال إلى عدو آخر.

## التطوير

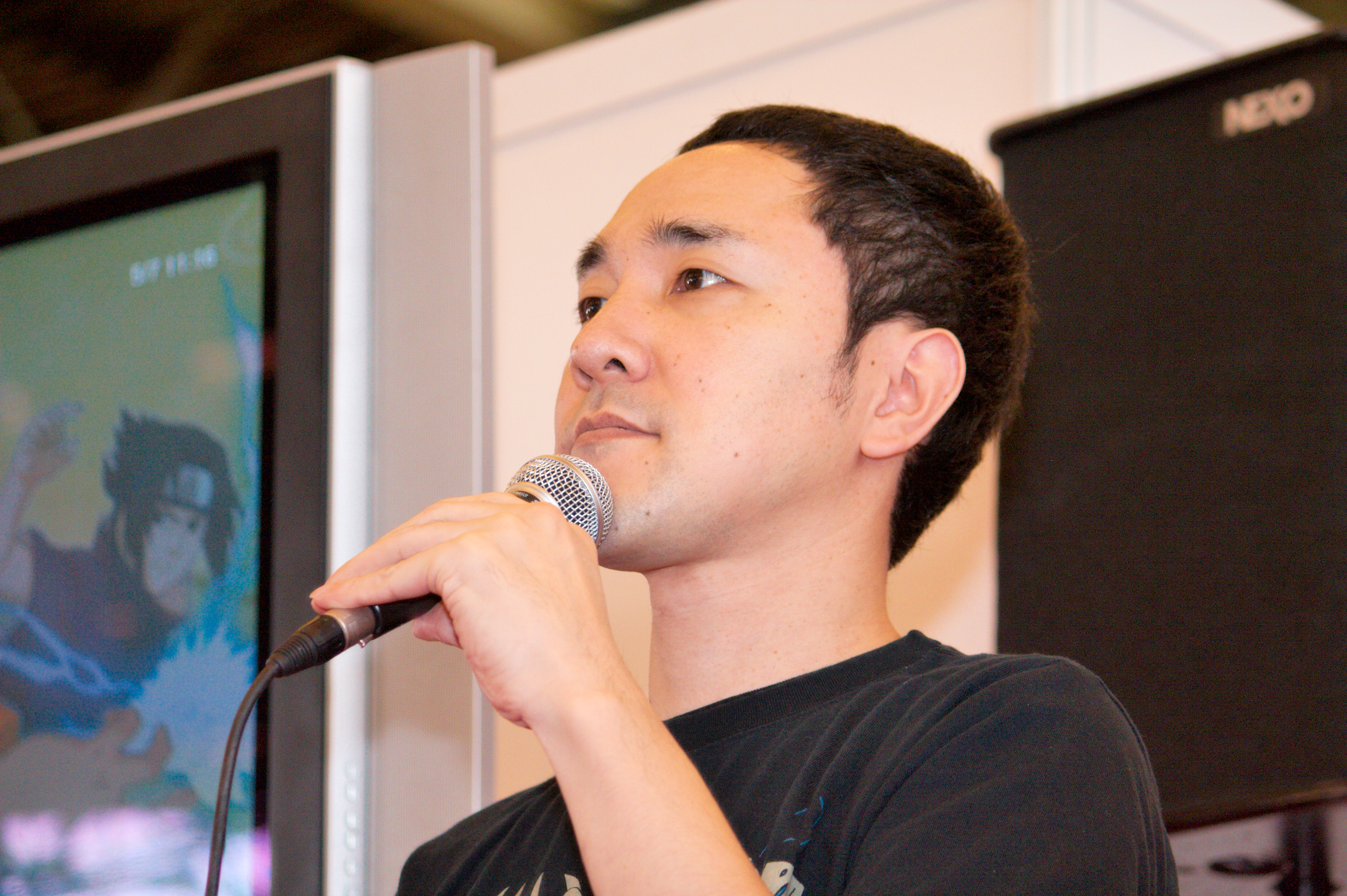
وعد هيروشي ماتسوياما بعودة "قتال الزعماء الملحمي".

تسربت لعبة ناروتو أول مرة على الإنترنت في مجلة شونن جمب الأسبوعية في يونيو 2012، وبعدئذٍ بفترة قصيرة أكدت نامكو بانداي غيمز أنها عاصفة النينجا النهائي 3. بهذا الإعلان، وعد يوسوكي ساساكي من نامكو بانداي بتحسينات في نظام القتال ونمط القصة. ولجعل المناطق أكثر تفاعلية وإضافة استراتيجية إلى المعارك، أضاف طاقم العمل خيار الخروج من الحلبة.
تطور نمط القصة ليصبح قابلاً للوصول للاعبين غير المعتادين على سلسلة ناروتو. وعد المدير التنفيذي لسيبر كونيكت 2 هيروشي ماتسويام بعودة «قتال الزعماء الملحمي» الغائب من أجيال العاصفة. روجت بانداي للتحسينات الرسومية في إعلانها الأول، الذي أُصدر في يوليو 2012. يوجد زيان بديلان لناروتو أوزوماكي - زي ساموراي وزي غوكو من دراغون بول - والزيان مستندان إلى رسمتين من ماساشي كيشيموتو منشورتين في شونن جمب و‌كتاب فن. جذب الزيان انتباه المنتج يوكي نيشيكاوا، الذي استشار الأعضاء الآخرين في الشركة لتضمينهما في اللعبة.
في أغسطس 2012، وضعت سيبر كونيكت 2 منتدى للاقتراحات على موقعها وطلبت من اللاعبين حول العالم لقول أي شيء يريدون رؤيته في اللعبة وألعاب ناروتو القادمة. اِستُخدِمت الآراء لصناعة اللعبة. في كومك-كون العالمي في يوليو 2012، أكد ممثلو نامكو بانداي غيمز أمريكا الخطط لإصدار في مارس 2013 في أمريكا الشمالية. النسخ الأولى من اللعبة تضمنت رمزًا لتحميل 6 مجموعات أزياء: زي غوكو وزي الساموراي لناروتو أوزوماكي، وأزياء هيناتا هيوغا و‌ساسوكي أوتشيها من فيلم الطريق إلى النينجا، و‌كيمونو لساسوكي، وأزياء السباحة لساكورا هارونو و‌تسونادي، و‌الزي المدرسي الياباني لساكورا، وأزياء الأنبو لكاكاشي هاتاكي و‌إيتاتشي أوتشيها. أُصدرت اللعبة بصورة عادية وبنسختين محدودتين واللتان تضمنتا تماثيل شخصيات وموسيقى تصويرية.

## الاستقبال
| استقبال | |
| --- | --- |
| مجموع النقاط المجموع نقاط ميتاكريتيك بلاي ستيشن 3: 77/100 [ 24 ] إكس بوكس 360: 70/100 [ 25 ] الانفجار الكامل - بلاي ستيشن 3: 73/100 [ 26 ] الانفجار الكامل - إكس بوكس 360: 66/100 [ 27 ] الانفجار الكامل - الحاسوب الشخصي: 80/100 [ 28 ] نتائج المراجعة نشرة نقاط دستركتويد 8 [ 29 ] غيم سبوت 6/10 [ 30 ] غيمز رادار 4/5 [ 31 ] غيم تريلرز 5.3/10 [ 32 ] آي جي إن 8.6/10 [ 33 ] | |
| مجموع النقاط | |
| المجموع | نقاط |
| ميتاكريتيك | بلاي ستيشن 3: 77/100 إكس بوكس 360: 70/100 الانفجار الكامل - بلاي ستيشن 3: 73/100 الانفجار الكامل - إكس بوكس 360: 66/100 الانفجار الكامل - الحاسوب الشخصي: 80/100 |
| نتائج المراجعة | |
| نشرة | نقاط |
| دستركتويد | 8 |
| غيم سبوت | 6/10 |
| غيمز رادار | 4/5 |
| غيم تريلرز | 5.3/10 |
| آي جي إن | 8.6/10 |

بِيع من اللعبة 87,661 نسخة في أسبوعها الأول، متخطية المبيعات الأولية للألعاب السابقة لها. وبِيع من اللعبة مليون نسخة في أمريكا الشمالية وأوروبا بحلول شهر مايو 2013. وصل عدد الصادرات من نسخ اللعبة حول العالم إلى مليوني نسخة بحلول 28 أغسطس 2014؛ ووصلت المبيعات في أمريكا الشمالية إلى مليون نسخة و750 ألفًا في أوروبا و250 ألفًا في اليابان.
كان استقبال اللعبة حسنًا، إذ حققت 77 نقطة من أصل 100 نقطة على موقع ميتاكريتيك لنسخة بلاي ستيشن 3 و70 نقطة لنسخة إكس بوكس 360. أثنى موقع آي جي إن على تحسيناتها عن الألعاب السابقة في نظام اللعب ومشاهد الأكشن في نمط القصة. أُشيد بمعارك الزعماء السينمائية، وخاصةً تلك التي تستكشف خلفية السلسلة. كانت تقديم قصتها متناقضًا مع سابقتها العاصفة 2. وبالرغم أن دستركتويد وجد حبكة اللعبة أدنى من حبكة العاصفة 2، إلا أنه وجدها إحدى أفضل الألعاب المستندة إلى الأنمي لرسومياتها ومعاركها. توجد مواقع أخرى كان لها آراءً متباينة، بسبب كمية الحوارات وطول المشاهد. شعر مراجع موقع غيم تريلرز بعرض الجاذبية البصرية ونقصها جعل اللعبة تفشل في إظهار جاذبية المانغا والأنمي؛ وكان نظامها القتالي تبسيطيًا وموسيقاها التصويرية غير ملائمة. مع ذلك، أطلقت عليها بلاي أفضل لعبة ناروتو قد أُصدرت.
كانت إضافة نمط القرارات حسنة الاستقبال، لأنها تزيد من صعوبة اللعبة. الجدير بالذكر أن القادمين الجدد قد لا يفهموا حبكة اللعبة، وقد يجعل إعادة سردها أسهل في الفهم. بالرغم من عدد الشخصيات، اِنتُقِد العمق التقني للمعركة أيضًا.

### التراث
في 4 يوليو 2013، أعلنت نامكو بانداي غيمز أوروبا عن أن ناروتو شيبودن: عاصفة النينجا النهائي 3 الانفجار الكامل ستكون متاحة في باقة تجزئة أو إضافة تحميلية وبالدعم للحاسوب الشخصي. أطلقت سيبر كونيكت 2 عليها «نسخة المخرج» من اللعبة الأصلية. تحتوي اللعبة على عدد من الإضافات، من ضمنها المشاهد السينمائية المحسنة و100 مهمة وفصل إضافي لنمط القصة و38 زي إضافي للشخصيات وشخصية قابلة للعب. يوجد نمط قرارات جديدة يسمح للاعب باختيار مصير شخصيته: الأسطوري (صعب) أو البطل (سهل). أُصدرت في 22 أكتوبر 2013 في أمريكا الشمالية وفي 24 أكتوبر 2013 للبلاي ستيشن 3 وإكس بوكس 360 في اليابان وفي 31 يناير 2014 في أوروبا، وفي 25 أكتوبر 2013 للحاسوب الشخصي عبر ستيم (في جميع أنحاء العالم). حققت الانفجار الكامل 80 نقطة من أصل 100 على موقع ميتاكريتك.
طبقًا إلى موقع سيليكونيرا، أراد الكثير من اللاعبين التحكم بالكاغي (قادة القرى) المُبعَثين إلى الحياة والذين ظهروا في لعبة العاصفة 3 على أنهم أعداء ولكن سيبر كونيكت 2 ركزت على الناسك كابوتو ياكوشي في الانفجار الكامل. في 25 أغسطس 2017، أصدرت بانداي نامكو ناروتو شيبودن: تراث عاصفة النينجا النهائي والتي تحتوي على اللعبة الثالثة ناروتو شيبودن: عاصفة النينجا النهائي 3. في نفس الوقت، أُصدرت اللعبتان الأولتان والألعاب اللاحقة على الإنترنت.

## وصلات خارجية
- موقع سيبر كونيت الرسمي الياباني
- موقع اللعبة الرسمي باليابانية
- موقع نامكو بانداي الرسمي بالإنكليزية